# 4973 Сьова
4973 Сьова (4973 Showa) — астероїд головного поясу, відкритий 18 березня 1990 року.
Тіссеранів параметр щодо Юпітера — 3,050.
Названо на честь Сьови (яп. しょうわ(昭和) сьо:ва).